# Georges Charpak
Georges Charpak (Dąbrowica, Segunda República polaca, actualmente Ucrania), 1 de agosto de 1924 - París, Francia, 29 de septiembre de 2010) fue un ingeniero de minas y físico francés ganador del Premio Nobel de Física en 1992.

## Biografía
Charpak nació en la ciudad de Dąbrowica en Polonia (moderna Dubrovytsia, Ucrania) de una familia judía de origen polaco-ucraniano. La familia de Charpak emigró de Polonia a París cuando él tenía siete años de edad.
Durante la Segunda Guerra Mundial Charpak se enroló en la Resistencia francesa fue hecho prisionero por las autoridades de la Francia de Vichy en 1943. En 1944 fue deportado al campo de concentración nazi de Dachau, donde permaneció hasta que el campo fue liberado en 1945. Después de graduarse en el liceo de Montpellier, en 1945 entró a la École des Mines, en París, una de las más prestigiosas escuelas de ingeniería en Francia. El año siguiente se nacionalizó como ciudadano francés.
Se graduó en 1948, obtuvo su grado de ingeniero de minas y empezó a trabajar para el Centre National de la Recherche Scientifique (CNRS). Recibió su doctorado en 1954 de física nuclear en el Collège de France, París, donde trabajó en el laboratorio de Jean Frédéric Joliot-Curie. En 1959 él se unió al staff del CERN en Ginebra y en 1984 se convirtió en profesor de la Escuela de Estudios Avanzados en Física y Química en París.
Se hizo miembro de la Academia de las Ciencias francesa en 1985. En 1992, recibió el Premio Nobel de Física "por el invento y desarrollo de detectores de partículas, en particular la cámara multicable".
En Francia, Charpak fue un defensor decidido de la energía nuclear. Fue miembro del comité que publica el Bulletin of the Atomic Scientists.

## Reconocimientos
- doctor honoris causa por la Universidad Aristóteles de Salónica, 1993
- doctor honoris causa por la Universidad Libre de Bruselas, 1994
- doctor honoris causa por la Universidad de Coímbra, 1994
- doctor honoris causa por la Universidad de Ottawa, 1995
- Oficial de la Légion de honor, 2007.